# Festuca asperula
Festuca asperula är en gräsart som beskrevs av Joyce Winifred Vickery. Festuca asperula ingår i släktet svinglar, och familjen gräs. Inga underarter finns listade i Catalogue of Life.